# Ghizdita (stație c.f.), Drochia
Ghizdita este un sat-stație de cale ferată din cadrul comunei Fîntînița din Raionul Drochia, Republica Moldova. Localitatea este amplasată la distanța de 17 km de centrul raional - orașul Drochia, și la 175 km de capitala țării - municipiul Chișinău.

## Populație
La recensământul din 2004 au fost înregistrați 8 locuitori, inclusiv: 5 bărbați (62,50%) și 3 femei (37,50%). Componența etnică a populației este următoarea: 6 moldoveni (75%) și 2 ucraineni (25%).